# 小嶋久輝
小嶋 久輝（こじま ひさき、1969年3月2日 - ）は、地方競馬のホッカイドウ競馬堂山芳則厩舎に所属していた元騎手。勝負服の柄は白、胴黒縦縞、袖赤一本輪。岩手県奥州市出身。血液型B型。

## 来歴・人物
幼少の頃から競馬場に連れられていったことで競馬の世界に興味を持ち、水沢市立水沢中学校（現・奥州市立水沢中学校）2年生の頃より厩舎で住み込みで仕事をするようになる。中学卒業後、地方競馬教養センターを経て、岩手競馬・水沢競馬場の千葉忠一厩舎所属騎手としてデビュー、1986年4月19日に水沢競馬場で初騎乗（サトグロアップ）、10月12日に初勝利（ラインアップ）。
1993年、ビクトリーカップでホクテンオーとのコンビで重賞初制覇。
1996年、桐花賞でプレザントに騎乗して逃げ切り勝ち、その後川崎記念に挑戦したが落馬競走中止に終わった。
1997年9月札幌競馬場で行われた（旧齢）3歳500万下でスーパーグランザムに騎乗してJRA初騎乗初勝利、その後、この馬とのコンビで東京競馬場のアイビーステークスにも挑戦（6着）。
デビュー7年目（1992年）からコンスタントにリーディングの10位以内にいたが、1998年は乗り鞍が減りリーディング13位に終わる。
1999年の途中から騎乗しなくなり、2000年1月に上山競馬場の太田勝雄厩舎に正式に移籍。移籍初年度から56勝を挙げリーディング7位に。
2003年、上山競馬の廃止に伴いホッカイドウ競馬の堂山芳則厩舎に移籍。その後は毎年20勝前後を挙げていた。
2012年5月1日付で一身上の都合により引退した。
地方通算成績は8413戦891勝・2着917回・3着908回（勝率10.6%・連対率21.5%）。
中央競馬通算は22戦2勝・2着1回・3着2回（勝率9.1%・連対率13.6%）。

## 主な騎乗馬
- ホクテンオー（1993年ビクトリーカップ）
- ミスターホンマル（1994年金蹄賞）
- プレザント（1996年桐花賞）
- ナスノセイコウ（1997年アラブ王冠【水沢】）
- ヒナナマーチ（1998年東北アラブ3歳チャンピオン）
- ホマレエリート（2000年若竹賞）
- モリノメロディー（2002年最上川賞）
- タニノミストラル（2003年酒田まつり賞）

出典:

## 人物・エピソード
- 岩手競馬所属時代、公式プロフィールに趣味を「JRA研究」「世界の競馬研究」と記したほどの競馬好きである。1990年代、腰を落とし気味で騎乗する騎手が多かった中、小嶋は鐙を浅くして腰を高く上げる乗り方をするなど、JRAや海外の騎手を意識した乗り方をしていた。
- 以前は逃げや追い込みという極端な乗り方を好む傾向にあった。
- 新人のころ、菅原勲と調整ルームで同室になり、菅原から色々と教えてもらったことにより成績が伸び始めたと語っている。
- 上山競馬所属時代の公式ニックネームは「燃える闘魂アントニオ小嶋」[3]。